# موسى دياني
موسى دياني (بالفرنسية: Moussa Diagne)‏ مواليد 6 مارس 1994، هو لاعب كرة سلة سنغالي بدأ مسيرته الاحترافية في سنة 2012 يلعب مع فريق بالونكيستو فوينلابرادا في ليغا أيه سي بي ويحمل الرقم 12. يبلغ طوله 6 قدم 11 بوصة (2.1 م).

## فرق لعب لها
- بالونكيستو فوينلابرادا

## روابط خارجية
- موسى دياني على موقع الدوري الأوروبي لكرة السلة (الإنجليزية)
- موسى دياني على موقع الدوري الإسباني لكرة السلة (الإسبانية)
- موسى دياني على موقع كرة السلة الأوروبية.كوم (الإنجليزية)
- موسى دياني على موقع DraftExpress.com (الإنجليزية)
- موسى دياني على موقع ريلجم (الإنجليزية)
- موسى دياني على موقع بروبوليرز (الإنجليزية)
- موسى دياني على موقع سبورتس رفرنس (الإنجليزية)